# Avicii
Tim Bergling (n. 8 septembrie 1989, Stockholm, Suedia – d. 20 aprilie 2018, Muscat, Oman), cunoscut sub numele scenic Avicii, a fost un DJ, remixer și producător muzical suedez. În 2012 Avicii s-a clasat pe locul 3 în topul anual ”Top 100 DJs” publicat de către revista DJ Magazine, iar în 2013 a repetat performanța. El a fost nominalizat de două ori la Premiile Grammy, în 2012 pentru piesa "Sunshine" în colaborare cu David Guetta și în 2013 pentru piesa "Levels".

## Începuturi
Tim Bergling s-a născut pe 8 septembrie 1989, în Stockholm. În 2010, Avicii a scos în colaborare cu alt DJ suedez, John Dahlbäck, un single intitulat "Don't Hold Back". După aceea a lucrat la numeroase proiecte cu DJ cunoscuți pe plan mondial ca DJ Tiesto și Sebastian Ingrosso. Chiar dacă principala sa muncă o reprezintă melodiile electronice sintetice, EMI a scos o versiune vocală a melodiei lui "Bromance", intitulată "Seek Bromance". "Seek Bromance" a ajuns în top 20 în mai multe țări incluzând Belgia, Franta, Olanda, Regatul Unit și Suedia. De asemenea a mai remixat și single-ul Nadiei Ali "Rapture" de pe albumul ei "Queen of Clubs Trilogy: Onyx Edition". În octombrie 2010, Avicii a semnat cu echipa europeană A&R si EMI Music Publishing, considerată a fi una dintre cele mai mari patru case de discuri.
În 2011, melodia sa în colaborare cu David Guetta, Sunshine, a fost nominalizată la Grammy la categoria cea mai buna piesă dance. Melodia sa 'Penguin' a fost preluată de Leona Lewis pentru cântecul ei 'Collide'. Această preluare nu a fost autorizată de către Avicii și a dus la controverse, iar Avicii a încercat să blocheze publicarea melodiei cântăreței. Totuși, aceste controverse au fost rezolvate în afara judecătoriei cu reprezentanții celor doi producători declarând: Leona și Avicii vor lucra împreună la al patrulea single Collide'. În 2011 Avicii a scos 'Levels' (preluând un sample din melodia 'Something's Got a Hold On Me' de Etta James), care a ajuns în top zece în India, Croația, Bosnia, Austria, Belgia, Danemarca, Germania, Grecia, Irlanda, Italia, Olanda și Regatul Unit, iar în Ungaria, Norvegia și Suedia a condus topurile.

## Influențe
Printre influențele lui Avicii se numără Basshunter, Tiësto, Daft Punk, Laidback Luke, Steve Owen, Axwell și Victor Chandler. "Întotdeauna am fost prezent în muzică și am crescut cu rudele mele mai mari. De asemenea, am avut mai multe influențe în ceea ce privește gustul meu față de muzică. Sunt mulți alți oameni care m-au influențat, dar cred că cei care m-au influențat cel mai mult, în afară de managerul meu, au fost băieții din Swedish House Mafia și Eric Prydz, ei au fost cei care m-au introdus în lumea house-ului!" Avicii - aprilie 2011.

## Muzica

### Levels
Cel mai notabil cântec al lui Avicii a fost 'Levels' care a fost publicat oficial pe 28 octombrie 2011. Melodia a fost deja un succes imens în toată lumea în 2011, făcându-l astfel pe Avicii și mai popular. Melodia a fost scrisă de Avicii și Ash Pournouri și conține un sample vocal din melodia din anul 1963, 'Something's Got a Hold on Me' de Etta James. Același vocal a fost folosit prima oară de Pretty Lights în melodia sa din 2006, 'Finally Moving'. Acest sample a fost folosit de asemenea și de producătorul Logistics în 'Call Me Back' și de Flo Rida în single-ul său 'Good Feeling', care a fost produs de Dr. Luke și Cirkut. Reasamblează o linie melodică foarte asemănătoare cu cea din 'Levels'. În semi-finala Britain's Got Talent, Greig Stewart a interpretat pe această melodie.

### Anul 2012
Pe 23 martie 2012, single-ul lui Avicii 'Last Dance' a fost prezentat de Pete Tong în showul său de pe BBC Radio 1. La festivalul Ultra Music 2012 a publicat o scurtă parte din remixul său din 'All You Need Is Love' de Ruth-Anne. De asemenea, Avicii a prezentat două noi remixuri, 'Girl Gone Wild' de Madonna intitulat 'Avicii vs Madonna - Girl Gone Wild' (Avicii's UMF Remix) și Avicii vs Lenny Kravitz - Superlove. Avicii a lansat o piesă nouă recent după ce a atins două milioane de fani pe Facebook. Această piesă, '2 Million' a fost publicată ca melodie free pe contul său oficial, Soundcloud. A mai performat la Lollapalooza în Grant Park, Chicago pe data de 4 august 2012.

## Clasarea în Top 100 DJs
Acestea sunt poziții pe care s-a clasat Avicii în ”Top 100 DJs” publicat de DJ Magazine:
- 2010: No. 33 (Nou intrat)
- 2011: No. 6
- 2012: No. 3
- 2013: No. 3

## Discografie

### Albume de studio
- 2011: Levels
- 2013: True
- 2014: The Days / Nights EP
- 2016: Stories
- 2017: Avīci (01)
- 2019: Tim

### Albume remix
- 2014: True (Avicii By Avicii)

### Compilații
- 2011: Avicii Presents Strictly Miami
- 2011: The Singles

.

## Turnee
- 2014: True Tour